# Guldbagge 2008
La 43ª edizione del Premio Guldbagge si è svolta a Stoccolma il 21 gennaio 2008. 

## Vincitori
Vengono di seguito indicati in grassetto i vincitori. Ove ricorrente e disponibile, viene indicato il titolo in lingua italiana e quello in lingua originale tra parentesi.
Miglior film
- You, the Living (Du levande), regia di Roy Andersson
  - Darling, regia di Johan Kling
  - Leo, regia di Josef Fares

Miglior regista
- Roy Andersson - You, the Living (Du levande)
  - Josef Fares - Leo
  - Johan Kling - Darling

Miglior attrice
- Sofia Ledarp - Den man älskar
  - Julia Högberg - Den nya människan
  - Michelle Meadows - Darling

Miglior attore
- Michael Segerström - Darling
  - Jonas Karlsson - Den man älskar
  - Leonard Terfelt - Leo

Miglior attrice non protagonista
- Bibi Andersson - Arn - L'ultimo cavaliere (Arn - Tempelriddaren)
  - Maria Lundqvist - Den nya människan
  - Gunilla Nyroos - Nina Frisk

Miglior attore non protagonista
- Hassan Brijany - Ett öga rött
  - Nicolaj Schröder - Hata Göteborg
  - Dan Ekborg - Se upp för dårarna

Migliore sceneggiatura
- Roy Andersson - You, the Living (Du levande)
  - Johan Kling - Darling
  - Kjell Sundstedt - Den nya människan

Migliore fotografia
- Geir Hartly Andreassen - Darling
  - Eric Kress - Arn - L'ultimo cavaliere (Arn - Tempelriddaren)
  - Gustav Danielsson - You, the Living (Du levande)

Miglior film straniero
- This Is England, regia di Shane Meadows
  - Ai confini del paradiso (Auf der anderen Seite), regia di Fatih Akın
  - 4 mesi, 3 settimane, 2 giorni (4 luni, 3 săptămâni și 2 zile), regia di Cristian Mungiu

Premio Guldbagge onorario
- Gösta Ekman